# Matthias John
Matthias John  est un coureur cycliste allemand spécialiste de la piste, né le 11 décembre 1978 à Erfurt.

## Palmarès

### Championnats du monde
- Los Angeles 2005
  -  Médaille de bronze de la vitesse par équipes

### Championnats d'Europe
- 2001
  -  Champion d'Europe de poursuite par équipes (avec Carsten Bergemann et Stefan Nimke)
- 2002
  -  Champion d'Europe de poursuite par équipes (avec Carsten Bergemann et Sören Lausberg)

### Coupe du monde
- 2000
  - 2e de la vitesse par équipes à Mexico
  - 2e de la vitesse par équipes à Turin
  - 2e de la vitesse à Turin
  - 2e de la vitesse à Ipoh
- 2001
  - 1er de la vitesse par équipes à Cali (avec Carsten Bergemann et Jens Fiedler)
  - 2e de la vitesse à Cali
  - 2e de la vitesse à Ipoh
- 2002
  - 3e de la vitesse par équipes à Moscou
- 2003
  - 2e de la vitesse par équipes au Cap
- 2005
  - 2e de la vitesse par équipes à Los Angeles
- 2006
  - 1er de la vitesse par équipes à Moscou (avec Carsten Bergemann et Stefan Nimke)
- 2007
  - 2e de la vitesse par équipes à Manchester
- 2008
  - 2e de la vitesse par équipes à Sydney

### Championnats de Scandinavie
- 1997
  - Champion de Scandinavie de vitesse par équipes (avec Matthias Schulze et René Wolff)
  - 3e du kilomètre

### Championnats d'Allemagne
- 1997
  - 3e de la vitesse par équipes
- 1998
  - 3e de la vitesse par équipes
- 1999
  - 3e de la vitesse par équipes
- 2001
  - 2e de la vitesse par équipes
  - 3e de la vitesse individuelle
- 2002
  - 2e de la vitesse individuelle
  - 2e de la vitesse par équipes
- 2003
  -  Champion d'Allemagne de vitesse par équipes (avec René Wolff et Michael Seidenbecher)
  - 3e du keirin
- 2004
  - 2e de la vitesse individuelle
  - 2e de la vitesse par équipes
- 2006
  -  Champion d'Allemagne de vitesse individuelle
  - 2e de la vitesse par équipes
- 2007
  -  Champion d'Allemagne de vitesse individuelle
  -  Champion d'Allemagne de vitesse par équipes (avec René Enders et Michael Seidenbecher)
- 2008
  -  Champion d'Allemagne de vitesse par équipes (avec René Enders et Michael Seidenbecher)
  - 2e de la vitesse individuelle
  - 2e du keirin